# 고슴도치해마
고슴도치해마는 실고기과의 어종이다. 서식지는 인도와 스리랑카부터 대만, 호주 북부까지의 해안 지역이다. 남획으로 위협받고 있다. 이는 표적 어획과 혼획 모두에 해당한다. 난태생이어서 수컷은 새끼를 낳기 전에 모낭에 알을 품는다.

## 생김새 특징
고슴도치해마는 보통 길이가 약 12.5 센티미터 (4.9 in)이다. 긴 주둥이와 낮은 소관(coronet)을 가지고 있다. 가시는 일생 동안 달라지며, 아성체는 성체보다 가시가 더 많다. 일반적 개체는 노란색-주황색에서 진한 빨간색 또는 짙은 갈색 주둥이를 가지고 있으며, 어두운 머리 앞부분, 몸통과 꼬리에 옅은 회색 안장 모양, 또는 띠 모양의 무늬를 가지고 있다. 심해에 사는 개체들은 그 깊이의 해면과 산호에 맞춰 붉은색 또는 주황색을 띠는 경우가 많다.

## 서식지
고슴도치해마는 암초(reef)에 서식하며, 최대 70미터 깊이의 모래 또는 미사 (토양학) 바닥에 산다. 필리핀 중부에서는 비교적 황량하고 부드러운 바닥 또는 모래 바닥, 움푹 파인 곳에서 가장 흔하게 발견되며, 그곳에서 octocorals, 불가사리, sea pens, 성게류, 해면, 물에 잠긴 나무, 해조류가 있는 곳에 서식한다. 암초나 단단한 산호가 있는 곳에서는 거의 발견되지 않는다. 말레이시아에서의 트롤 어업은 유사한 서식지 선택을 나타낸다.

## 생태

### 먹이
이 종은 육식성으로, 플랑크톤성 무척추동물 뿐만 아니라, 요각류(copepods), 단각목(amphipods), 옆새우과(gammaridae), 바다대벌레과(caprellidae), 생이하목(caridean shrimps)과 같은 작은 갑각류를 먹는다.

### 번식과 성장
고슴도치해마는 난태생 종으로, 암컷은 산란관을 이용하여 수컷의 뱃속에 있는 육아낭으로 알을 옮긴다. 이후 수컷은 알을 수정하고 발달 중인 배아를 보호한 다음, 길이 5.63mm(0.222인치)의 작은 독립된 새끼를 낳는다. 개체는 대략 10.4센티미터(4.1인치) 정도에 도달하면 성적으로 성숙해진다.

## 개체군
비록 고슴도치해마 전용의 개체군 추정은 없어왔지만, 해마 무역과 어부 설문조사에 대한 분석 결과 지난 10년 동안 개체 수가 최소 30% 이상 감소한 것으로 나타난다. 특정 지역에서는 이러한 감소가 더욱 두드러지며, 필리핀 중부 지역에서는 집중 어획으로 인해 두 달 만에 개체 수가 80% 감소한 사례도 있다.

## 위협
고슴도치해마에 대한 주요 위협은 남획이다. 캄보디아, 말레이시아, 태국, 필리핀, 베트남 등지 전역에서 많은 소규모 및 상업적 어업에서 부수어획으로 포획된다. 고슴도치해마는 무역에서 가장 많이 보고된 두 종 중 하나이며, 이는 부수어획으로 인한 높은 수준의 착취 압력을 나타낸다.

## 보존
모든 해마속 종은 <Convention on International Trade in Endangered Species of Wild Fauna and Flora> (CITES) 부록 II에 등재되어 있으며, 이는 해마의 수출을 규제한다. 협약 가입국은 해마 수출 허가를 제공하고, 이러한 수출이 야생 개체군에 해를 끼치지 않도록 보장해야 한다. 그러나 개체군 정보가 부족하고 당국이 해마 착취의 지속가능성을 평가할 수 없는 경우, 이러한 조치는 취하기 어려워진다. 대부분의 해마가 부수어획으로 잡히기 때문에, 수출 할당량을 부과해도 해마에게 가해지는 영향에 큰 효과를 주지 못한다. 따라서 해마 개체군을 보존하는 데 가장 효과적인 지역 제한을 설정할 수 있도록, 해마의 시·공간적 분포에 대한 정보를 수집하는 것이 중요하다.

## 참고문헌
- Wildscreen Arkive
- WoRMS
- Encyclopedia of Life
- iNaturalist
- iSeahorse
- IUCN Seahorse, Pipefish & Stickleback Specialist Group
- Fishes of fAustralia : Hippocampus spinosissimus